# Casper Jung
Casper Jung, född 9 juli 1920 i Norrköping, död 4 maj 1998, var en svensk väg- och vattenbyggnadsingenjör. Han var son till Ivar Jung.
Efter studentexamen i Sundsvall 1938 utexaminerades Jung från Kungliga Tekniska högskolan 1945. Han blev ingenjör vid Väg- och vattenbyggnadsstyrelsen 1945, vid Kooperativa förbundet 1946 och var konsulterande ingenjör i Sven Hultquist AB från 1951 (även styrelseledamot). Han blev ledamot av Statens betongkommission 1956. Casper Jung är gravsatt på Sofiedals griftegård i Hudiksvall.